# サラーフッディーン
サラーフッディーン（サラディン）（ユースフ・イブン・アイユーブ・イブン・シャーズィー、アラビア語: يوسف بن أيوب بن شاذي, Yūsuf ibn Ayyūb ibn Shādhī、クルド語：Selaheddînê Eyûbî、1137年または1138年 - 1193年3月4日）は、12世紀から13世紀にかけてエジプト、シリア、イエメンなどの地域を支配したスンナ派のイスラーム王朝であるアイユーブ朝の創始者である。現イラク北部のティクリート出身で、アルメニアのクルド人一族の出自である。エジプトとシリアを支配し、エルサレム王国を1187年に破り、さらに第3回十字軍を破ったことから、イスラム世界の英雄とされる。

## 名前
彼個人の名をユースフ（・イブン・アイユーブ）（アイユーブの息子ユースフの意。ユースフはヨセフの、アイユーブはヨブのアラビア語形。）。出生時の全名は يوسف بن أيوب بن شاذي بن مروان بن يعقوب الدُويني التكريتي：Yūsuf ibn Ayyūb ibn Shādhī ibn Marwān ibn Yaʿqūb al-Duwaynī al-Tikrītī であり、彼の父や祖父、曽祖父また先祖のラカブや種族の出身地が含まれている。個人を区別するためサラーフッディーン Ṣalāḥ al-Dīn という「信教（Dīn）の高潔（Ṣalāḥ）」（righteousness of the religion）を意味するラカブを名乗るようになり、さらに数々の武勲から称号を含んだ新たな名が組まれていった。
肩書きなどを添えた名前は الملك الناصر أبو المظفر صلاح الدين والدنيا يوسف بن أيّوب：al-Malik al-Nāṣir Abū al-Muẓaffar Ṣalāḥ al-Dīn wa al-Dunyā Yūsuf ibn Ayyūbである。al-Malikは「支配者、王」、al-Nāṣir は「援助者、勝利をもたらす者」。Abū al-Muẓaffar は「勝利者の父」を意味する。
同時代の十字軍側のラテン語資料などでは Salahadinus（サラハディヌス）または Saladinus（サラディヌス）などと称し、これを受けて欧米では慣習的に Saladin（サラディン）と呼ばれる。

## 生涯

### 生い立ち
ヒジュラ暦532年（西暦では1137年または1138年）、イラク北部の町ティクリート（タクリート）に生まれ「ユースフ」と名付けられた。ほかに4人の兄弟がいたがユースフが何番目の子であったかは不明であり、母親についての情報もほとんど残されていない。
父のナジムッディーン・アイユーブはセルジューク朝治下ティクリートのクルド人代官であったが、ユースフが生まれて間もない1138年頃、兄弟のアサドゥッディーン・シール・クーフがキリスト教徒の官吏を誤って殺害したため、一家もろともティクリート追放の憂き目にあった。アイユーブはかつてザンギー朝の創始者、ザンギーがバグダードでの戦に敗れモースルへ逃れる際に手助けしたことがあり、アイユーブとシール・クーフの兄弟はその時の恩義からザンギーの軍団長に迎えられ、さらにはバールベックに領地を与えられた。そのため、ユースフは少年時代をここで送ることになった。バールベックは穀物や果物を産する豊かな町で、後に晩年のサラーフッディーンに仕え伝記『サラーフッディーン伝』を著したイブン・シャッダード  (Baha ad-Din ibn Shaddad) は、想像も込めて「ここで性格の良さが育まれた」と述べている。
1146年にザンギーが手下のマムルーク（奴隷兵）に暗殺されると、ダマスクス総督でブーリー朝のアタベク・ムイーヌッディーン・ウナルは軍を派遣してアイユーブの守護するバールベックを包囲攻撃した。アイユーブはこれをよく耐えて、最後はバールベックを明け渡す代わりに、いくばくかの保障金の支払いとダマスクス近郊の村落のいくつかを交渉によって要求しこれの獲得に成功した。これによりアイユーブは名目上セルジューク家へ臣従し、ユースフはじめその家族は父とともにダマスクスへ移住する事となった。この時ユースフは8歳ほどであり、エジプトで権力を確立する30代前半までをダマスクスで過ごす事になる。

### ヌールッディーンへの伺候

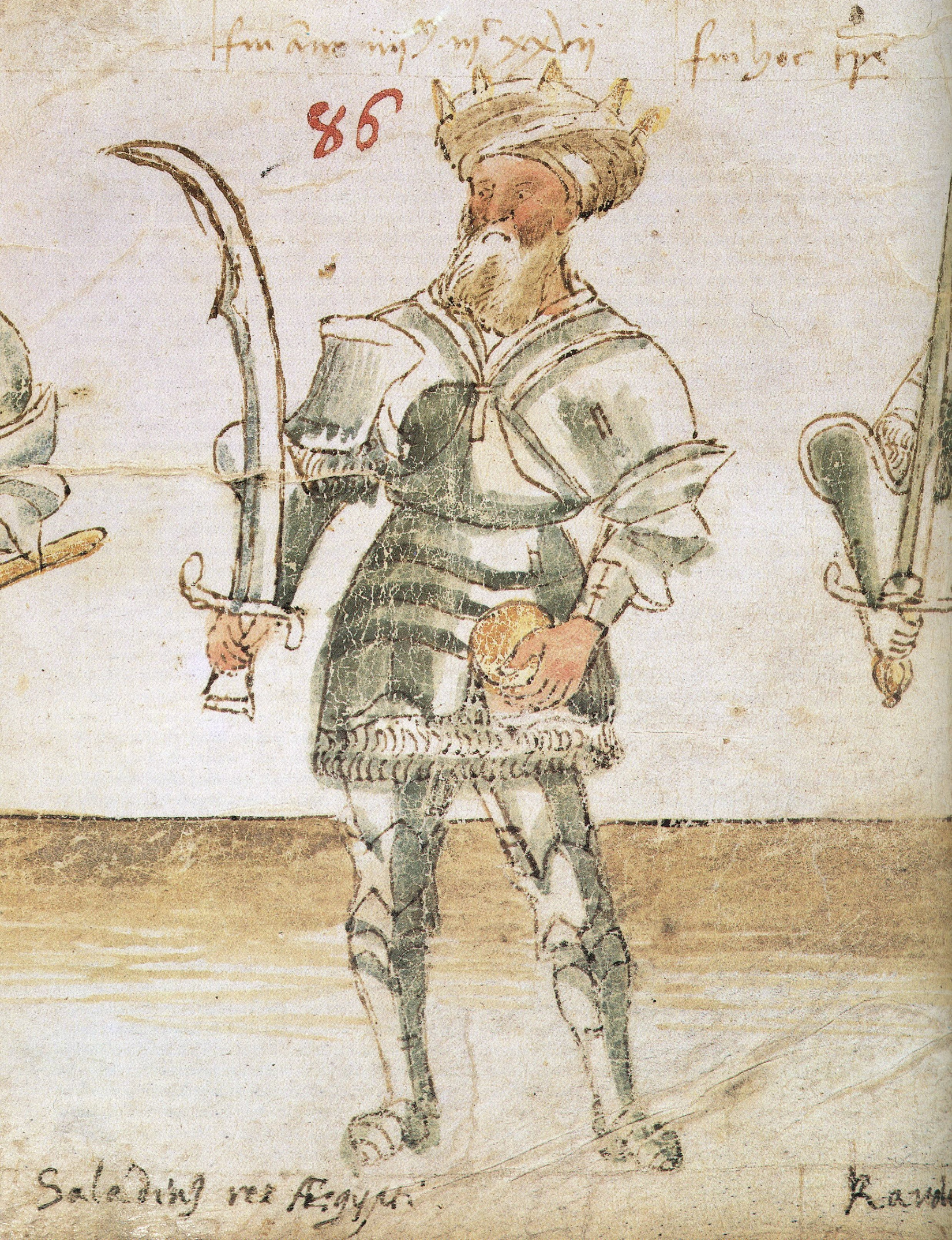
15世紀の装飾写本中の「エジプトの王、サラディン」

1152年、成人とみなされる数え年15歳に達したユースフ（以下サラーフッディーン）は、ダマスクスの父のもとを発ち、ザンギーの息子でザンギー朝の西半分を相続し、シリアに勢力を持つアレッポの君主ヌールッディーン・マフムードの許に伺候した。ここでヌールッディーンの重臣となっていた叔父のシール・クーフに仕えたが、彼のとりなしによって主君ヌールッディーンからこの年齢でイクターを授与された。
1154年にヌールッディーンはダマスクスをはじめシリア内陸部の主要都市をほぼ全て手中にした。このダマスクス開城には、エルサレム王国に救援要請を行ったブーリー家に不満をもつムスリム住民たちに和してこれを弾劾するヌールッディーン側の巧みな宣伝工作と、ダマスクスに残っていたナジュムッディーン・アイユーブとヌールッディーン側にいた弟シール・クーフが連係して内応していたことが大きいと言われている。このダマスクス開城での功績によってアイユーブはヌールッディーンに仕える事となり、さらにダマスクスの統治権を安堵された。サラーフッディーンは若年ではあったが、これに伴いダマスクスの軍務長官（シフナ）職と財務官庁（ディーワーン）の監督職を任された。数日で財務長官（サーヒブ・ディーワーン）のアブー・サーリムと確執が生じ早々にこれを辞職したが、ヌールッディーンはサラーフッディーンに味方してアブー・サーリムを叱責するなど、主君ヌールッディーンや叔父シール・クーフからの愛顧は大変に篤かったようである。以後もヌールッディーンの側近として青年期を通じ常に主君の戦闘や行政に近侍していた。
青少年時代のサラーフッディーンは主君や叔父に扈従・同伴して各地を転戦したが、余暇には主君や同僚たちとポロ（kura）や学問に興じ、特にポロには優れた技量を発揮したと言う。また。若い頃から智勇に長け、特に1164年以降のエジプト遠征では、叔父シール・クーフが「サラーフッディーンに相談したり、彼の意見を聞いたりしない限り、何事も裁決しなかった」とされるほど重用された。

### エジプト遠征とその獲得
1160年代に行われたヌールッディーンのエジプト遠征は都合3回行われている。シール・クーフはじめアイユーブ家所縁の武将が何人も参加しており、サラーフッディーンもこれらの遠征に参戦している。

#### 第一回エジプト遠征
1163年9月にエルサレム王アモーリー1世はスエズを越境しファーティマ朝治下の下エジプトに侵攻した。しかしちょうどナイルの増水の季節とぶつかったためファーティマ朝側は堤防を切ってナイルデルタ東部のビルバイスに足留めさせ、十字軍は侵攻を断念して撤退した。
この1163年にファーティマ朝内部の政争に敗れ宰相職を逐われた上エジプトのナーイブ（君主の地方代理人＝総督職）であったシャーワル（Shā'war）なる人物が、ヌールッディーンのダマスクス宮廷を訪れ援軍を求めてきた。ヌールッディーンはこれをエジプト介入の好機と捉え、シール・クーフにザンギー朝のシリア軍からエジプト派遣軍の編成を命じた。これがザンギー朝のヌールッディーンによる第一回のエジプト遠征となった。
この時サラーフッディーンは叔父の幕僚として参画しエジプトへ同行した。サラーフッディーンは当初エジプト遠征に参加することを酷く嫌ったようで、シール・クーフの再三の説得によって同行を承諾したと伝えられている。
1164年5月にシール・クーフ率いる派遣軍はエジプトに到着。シャーワルは宰相職に復権した。しかし派遣軍によるエジプトの占領を恐れた彼はエジプトからの退去をシール・クーフらに要求し、さらに秘かにアモーリー王に援軍を求めた。派遣軍はビルバイスで足留めされ、市街近郊に迫ったエルサレム王国軍とファーティマ朝軍に包囲されるに及んで身代金の支払いと引換えにエジプトから退去することとなった。かくして最初のエジプト遠征は完全な失敗に終わった。はかばかしい成果がなく軍が撤退したためサラーフッディーンの活躍は伝えられていない。

#### 第二回エジプト遠征
シール・クーフはシリアに帰還すると雪辱を果たすべくただちに再度の遠征の準備を始め、ヌールッディーンもこれに協力して親衛軍の一部を割いて1万2千騎の遠征軍を組織した。（ただしこの数字はアイユーブ朝時代のシリア軍団のイクターの受益資料の規模からすると多少の誇張が含まれていると思われる）
1167年初めにシール・クーフ率いるシリア勢の第二回エジプト派遣軍がダマスクスを出発。シャーワルはこの報を聞くとただちにアモーリー王に再び援軍を要請した。シリア軍とエルサレム王国軍はほぼ同時にエジプトに到着したようで、エジプト軍とエルサレム王国軍は連合してシリア軍を攻撃した。この戦いは上エジプトのバーバインにて行われ、激闘の末シール・クーフ麾下のシリア軍が勝利した。
この戦いの後シリア軍への支持を表明していたナイルデルタ西部の主要都市アレクサンドリアへ駐留した。シール・クーフが上エジプトへの偵察行に出ていた間隙を突いて、エジプト・エルサレム王国連合軍がアレクサンドリアを包囲攻撃した。サラーフッディーンはアレクサンドリアの守備を任されていてこの攻撃に対して三ヶ月間耐え切り、連合軍側と交渉して外国軍勢はエジプトから撤退するとの協定を結ばせることに成功した。こうして第二回エジプト遠征も何らの成果を挙げられずにシリア軍はダマスクスまで撤退することとなったが、このアレクサンドリア包囲戦での活躍が、サラーフッディーンの最初の歴史的軍功となった。

#### 第三回エジプト遠征
1168年にアモーリー率いるエルサレム王国軍が再度エジプト侵攻を行ったため、ファーティマ朝カリフのアーディドがヌールッディーンに救援を要請した。これを受けシール・クーフは3度目のエジプト遠征を行い、サラーフッディーンも帯同した。エルサレム王国軍のカイロ接近を知った宰相シャーワルはカイロに隣接する経済都市フスタートを焼き払い、これによってエルサレム王国軍は撤退した。敵のいなくなったシール・クーフ軍は1169年1月8日にカイロへの入城を果たし、エジプト遠征は3度目にして成功した。

### アイユーブ朝の創設
カイロ入城後、シール・クーフは宰相に就任して事実上ファーティマ朝の実権を握ったが、約2ヶ月後の1169年3月23日に大食漢であったことが原因で死去した。シール・クーフ死後、サラーフッディーンはその軍権を引継ぎ、さらにファーティマ朝の宰相にも就任した。これが事実上のアイユーブ朝の創設とみなされている。宰相に就任するとサラーフッディーンはまずシリア軍を再編して直属軍団を編成し、旧ファーティマ朝軍から封土を没収してシリア軍にイクターとして供与することで軍事・権力基盤を確立した。このことは旧ファーティマ朝軍、特にその主力をなしていた黒人奴隷兵を刺激し、宮廷を統括していた黒人宦官であるムウタミン・アル＝ヒラーファが反乱を企てたものの、実行前に発覚して殺害された。これによって黒人奴隷兵は暴発し武力蜂起に踏み切ったが、サラーフッディーンはカイロ市街地での8月22日のバイナル・カスラインの戦いによって黒人奴隷勢力を殲滅し、エジプトの実権を完全に握った。またこの戦い以後、エジプト軍から黒人奴隷兵は完全に排除され、変わってマムルークと呼ばれる白人奴隷兵がアイユーブ朝軍で重要な地位を占めるようになった。
事実上、大国エジプトを完全に支配下においたサラーフッディーンであったが、主君ヌールッディーンから領土的野心を疑われ、この頃から両者の関係は急速に悪化しはじめたようである。ヌールッディーンは再三ダマスクスへ帰還するよう勧告を行っているが、サラーフッディーンは理由をつけてこれを幾度も固辞し続けついに応じなかった。この時期にサラーフッディーンはファーティマ朝時代のシーア派色を払拭すべく、カーディーをスンニ派へと入れ替え、またアッバース朝カリフとヌールッディーンの名を刻んだ貨幣を鋳造しフトバを唱えさせるなどして、スンナ派政権としてヌールッディーンへの帰順を重ねて表明した。1171年9月15日にはカリフ・アーディドが世継ぎを儲けぬまま病没し、これによってファーティマ朝は完全に滅亡した。またその一方で1174年2月兄のトゥーラーン・シャーをイエメンへ派遣してこれを征服させている。これは関係が悪化したザンギー家との開戦を予期し、エジプトを逐われた場合のアイユーブ家の避難所とする目的で征服したのではないかと考えられている。これ以降ラスール朝が勃興するまで、イエメンはアイユーブ朝の領土となる。

### シリア獲得
ヌールッディーンはこれらサラーフッディーンの行動を離叛・敵対行為として赦さずエジプトへ親征を自ら企図していたようだが、その矢先の1174年5月にダマスクスで病没した。ヌールッディーンが没すると、その幼い息子サーリフが即位したが、ヌールッディーンの甥で女婿でもあるモスルのアタベク・サイフッディーン・ガーズィー2世がアレッポ近傍まで軍事侵出して来た。さらにエルサレム王国などの十字軍勢力もこの機会を逃さず積極的にダマスクス周辺へ侵攻し、シリア周辺はにわかに情勢が流動化した。7月末にサーリフがアレッポへ入城し、サイフッディーン・ガーズィーも慎重策をとってアレッポ征服を断念してシリアから撤退した。ところがアレッポのザンギー朝アミールたちは庇護を受けていたサーリフを見限ってサイフッディーン・ガーズィーと協定を結びダマスクスに対抗しようと画策したようである。これに焦ったダマスクス宮廷は、サーリフへの擁護を表明していたサラーフッディーンに援軍を要請して来た。かくしてサラーフッディーンはこの機会を得てシリアへの親征、同年10月末にはダマスクスに無血入城を果たした。運良くアモーリー王が急死してボードゥアン4世が即位したため、エルサレム王国軍も撤退した。サーリフへの臣従表明とダマスクス宮廷とそのアミールたちとの和議および説得を試み、さらにこの地域でのイクターの再分配を行っている。その後、アレッポに撤退したサーリフやマスヤーフのイスマーイール派との抗争があったものの1176年に講和が成立し、エジプトに加えダマスクス周辺のシリア南部を制圧することが出来た。同年、ダマスクスでヌールッディーンの寡婦であるイスマトゥッディーン・アーミナと結婚したのち数年ぶりにエジプトへと帰還し、検地やカイロ市壁および城塞の建設を行って内政に専念した。また、1176年にはシーア派色の払拭を目的としてダール・アル＝イルム（知識の家）を解体してその蔵書を売り払っている。
1181年にアレッポのサーリフが死去すると同族であるモースルのマスウード王がアレッポに入ったが、シンジャールにいたイマードゥッディーン・ザンギー2世の要求を受けてアレッポを譲り渡し、自らはモースルへと撤退した。この動きを警戒したサラーフッディーンは1182年にシリアから北イラクへと入りモースルを囲んだが落とすことができなかった。翌1183年、アレッポへ攻め寄せたサラーフッディーンはザンギー2世を撤退させてアレッポを征服した。その後もモースルとの抗争は続いたが、1186年に和議を結んでアイユーブ朝の主権を承認させ、エジプト・シリア両地域を緩やかに統合することに成功した。

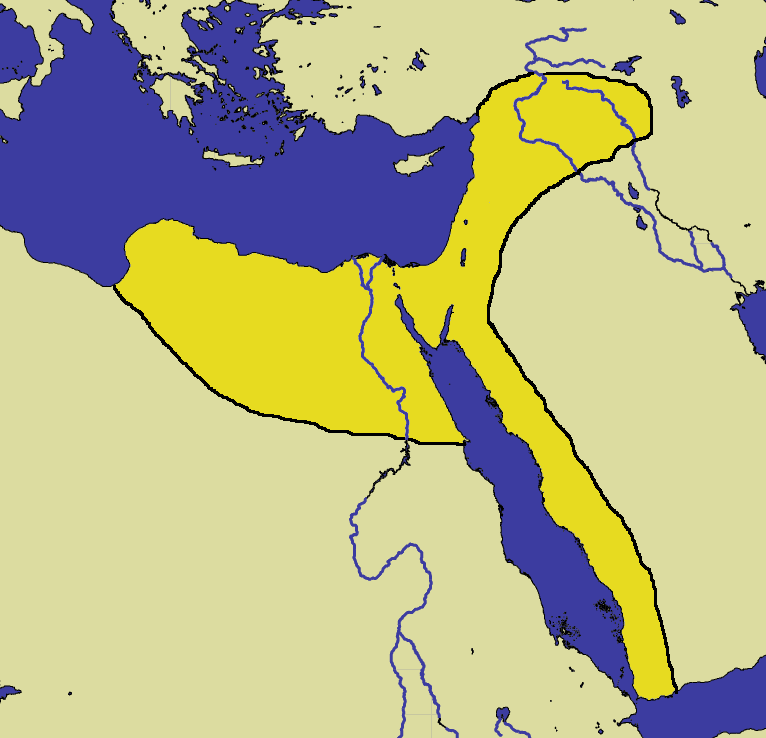
アイユーブ朝の版図（1189年）

### エルサレム王国との戦い
1174年にボードゥアン4世がエルサレム国王に即位した後も、地中海岸に盤踞する十字軍国家とアイユーブ朝との間には軍事的緊張が継続しており、1177年にはモンジザールの戦いでサラーフッディーンは手痛い敗北を喫している。1180年には両国間に休戦協定が締結されたものの、トランスヨルダン領主であるルノー・ド・シャティヨンはメディナ侵攻などの動きを見せて休戦破りを繰り返し、これに激怒したサラーフッディーンは1183年および1184年の2度にわたりルノーの居城であるカラクを包囲したが、攻め落とすことができなかった。
1187年1月、ルノーが再度休戦協定を破って周辺のイスラム隊商や集落を略奪すると、サラーフッディーンは同年3月にジハード（聖戦）を宣告し、エルサレム王国への本格的侵攻を開始した。5月にクレッソン泉の戦いでテンプル騎士団および聖ヨハネ騎士団を殲滅し、7月にヒッティーンの戦いで十字軍の主力部隊を壊滅させ、エルサレム国王ギー・ド・リュジニャンを捕虜にするとともにルノーを斬首している。この戦勝で十字軍の戦力は大幅に弱体化し、アイユーブ朝軍はパレスチナ諸都市を次々と占領した後、エルサレムを同年10月に奪還することに成功した。このとき、サラーフッディーンは身代金を払えない捕虜まで放免するという寛大な処置を示している。

### 第3回十字軍との戦い

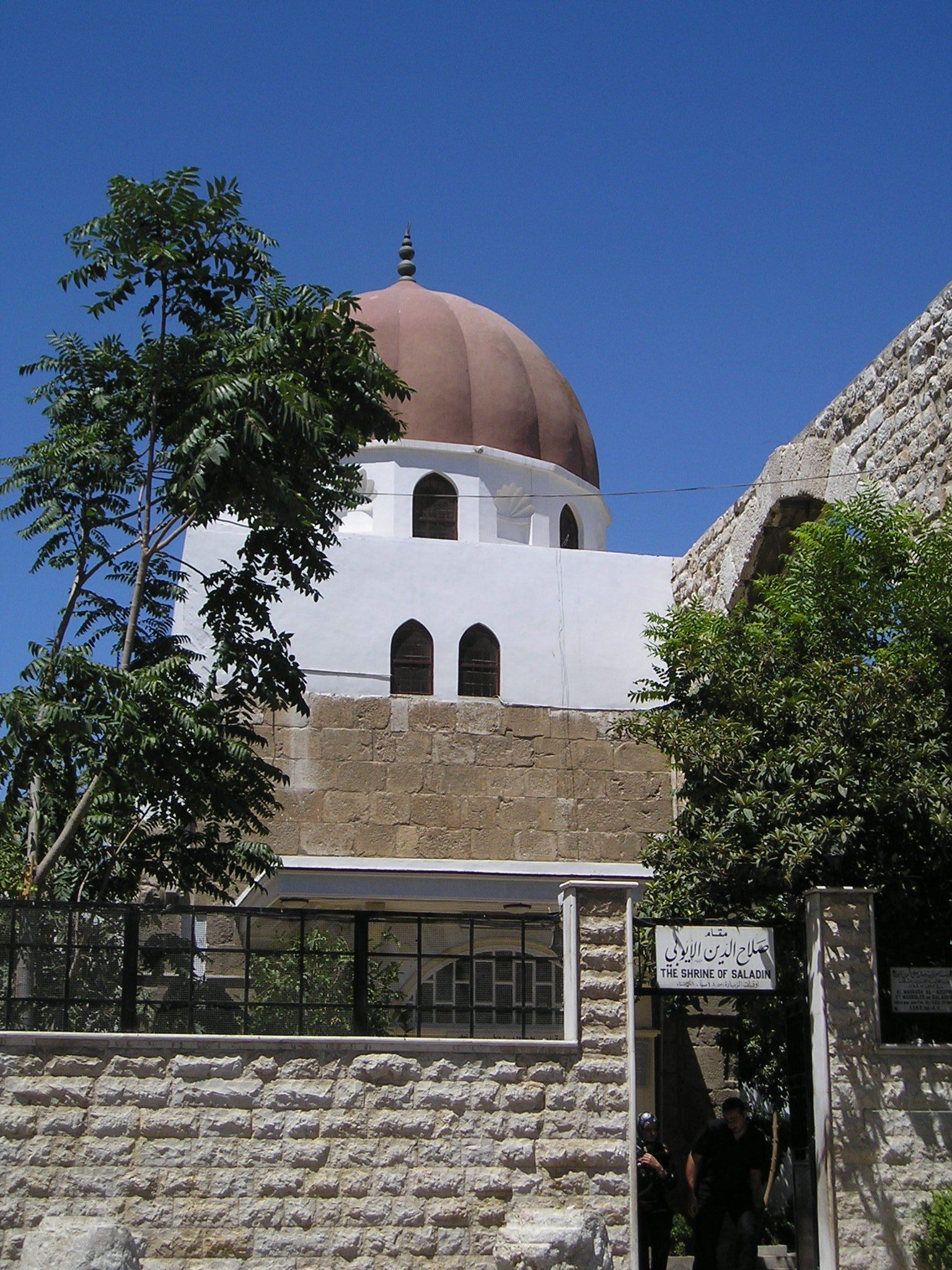
サラーフッディーン廟。世界最古のモスクといわれるウマイヤド・モスクに隣接する。

エルサレム占領後、アイユーブ朝軍は地中海岸各都市の占領を引き続き進めたものの、降伏した各都市の敗残兵が十字軍側に残されているティールへと集結し、解放されたギー王に率いられたエルサレム軍は1189年にアッコンへ向かい、アッコン包囲戦を開始した。サラーフッディーンはこれを迎え撃ったものの、戦線は2年間膠着したままだった。
一方、サラーフッディーンによる聖地陥落のニュースは、聖地への「関心の薄れていた西欧にとって青天の霹靂」で、神聖ローマ皇帝フリードリヒ1世（バルバロッサ）・フランス王フィリップ2世・イングランド王リチャード1世（獅子心王）率いる、十字軍史上最大規模の第3回十字軍の遠征をもたらした。
フランス軍とイギリス軍による第3回十字軍は1191年にアッコンに到着して7月にこれを陥落させ、フィリップ2世は同月帰国の途につくものの、リチャード1世はさらに戦闘を続行した。サラーフッディーンはアルスフ、ジャッファの戦いでリチャードに敗北を喫するが、エルサレムへの侵攻は許さず、双方疲弊した結果、リチャードが裏で進めていた和平工作にのり1192年、十字軍と休戦条約を締結した。この結果海岸沿いに十字軍勢力は残存し、またエルサレムへのキリスト教徒の巡礼者を認めることに合意した。
翌1193年、サラーフッディーンはダマスカスにて病死した。彼の死後、アイユーブ朝の領地は長子アル＝アフダルをはじめとする彼の一族によって分割統治されることとなった。

## サラーフッディーンの施政とその人となり
若年時から文武共に誉れが高く、出世して職責が高まるとともに贅沢を辞めるなど、機を読むことに長けていた。当時のイスラーム君主の常として少年を愛したことでも知られている。
かつてエルサレムを占領した第1回十字軍は捕虜を皆殺しにし、また第3回十字軍を指揮したリチャード1世も身代金の未払いを理由に同様の虐殺を行った。しかし、サラーフッディーンは敵の捕虜を身代金の有無に関わらず全員助けている。彼は軍事の天才であるが、このような寛大な一面もあって、敵味方を問わずにその人格は愛され、現在まで英雄としてその名を残しているのである。捕虜を助けた事に関して、次のような逸話がある。サラーフッディーンが身代金を支払わない捕虜の扱いに困っていると、彼の弟（後に4代目スルタンとなったアル＝アーディル）が捕虜を少し自分に分け与えるよう進言した。サラーフッディーンは訳を訊ねるが弟は答えず、彼の言う通りに捕虜を与えてやった。すると、弟は自分の物だからと言って全て解放してやり、こうするのが良いのだと兄に言った。喜ぶ兵士たちの姿を見たサラーフッディーンは捕虜を殺さないことを決心したという。また、病床にあるリチャード1世に見舞いの品を贈る等、敵に対しても懐の深さを見せている。
その寛容さは名声を高めたが、しばしば不利益となっても現れた。行軍の際に、途中で立ち寄った村の村人たちに軍事費の一部を分け与えていたため、彼の兵士の多くは軍事費を自腹で用意しなければならない程であったという。私財も常にそのように用いたため、サラーフッディーンの遺産は自身の葬儀代にもならなかった。また、ハッティンの戦いでティールに追い込んだ守将バリアンに対し、当初は武装解除を条件に脱出を許可していたが、書簡でエルサレムの指揮権を請われるとこれを認めて入城させ、エルサレム攻略戦での苦戦を招いている。
上記のような寛容な逸話が多いが、無条件に甘い人物というわけではなく、中でも度々休戦協定を破って隊商を襲ったルノー・ド・シャティヨンに対する怒りは大きかった。ハッティンの戦いでルノーを捕らえた際、彼と配下の騎士団員を一人残らず処刑している。前述の弟の寛容さに関しても必ずしも同意ではなく、アッコンで捕えた聖職者を自分に無断で解放した際には罰を与えている。
中世ドイツの詩人が君主に求めた徳は、勇敢さと気前良さ（物惜しみをしないこと）であるが、サラーフッディーンの気前良さは君主の目標とされた。ドイツ中世盛期の詩人ヴァルター・フォン・デア・フォーゲルヴァイデは、1198年9月8日マインツでドイツ王として戴冠したフィリップ・フォン・シュヴァーベンに向かって、王たる者はサラーフッディーンを手本に「快く施しを」すべきと説き、「王の手は孔だらけでなければならぬ」、「かくしてその手は畏れられ又愛されることだろう」というサラーフッディーンの言葉を引用している。
ヨーロッパ文学における「高貴な異教徒」のイメージ（中世ドイツ文学では、ヴォルフラム・フォン・エッシェンバッハの『ヴィレハルム』において、愛する貴婦人のために戦う異教徒の騎士）を決定づけたのは、残酷な宗教としてとらえるヨーロッパのイスラム像に当てはまらないサラーフッディーンの行動（例えば、1187年 エルサレム占領時）である。

## 名称「サラーフッディーン」「サラディン」について
アラビア語では2語から成る称号を息継ぎ無しで読み、主格では صَلَاحُ الدِّينِ（Ṣalāḥu-d-dīn, サラーフッディーン）と発音する。口語では格母音脱落と補助母音再挿入が起こり صَلَاحَ الدِّينِ（Ṣalāḥa-d-dīn, サラーハッディーン）と発音されることが多い。
原語ではサラーフ・アッ＝ディーンのように区切って読むことは通常しないが、ラテン文字転写は実際の発音とは関係無く分かち書きをし、同化が起こりad-dīn（アッ＝ディーン）と促音化するはずの定冠詞部分の発音変化を反映させずal-Dīnとすることが一般的である。
そのためラテン文字転写ではṢalāḥ al-Dīnとなり、アラビア語における実際の発音との乖離が生じる。一方Ṣalāḥ ad-Dīnのように定冠詞部分の「al-」を発音同化後の「ad-」に置き換えた転写が用いられることもある。
日本語のカタカナ表記ではサラーフ・アッ＝ディーンという分かち書きではなくサラーフッディーンの方が標準的である。またラテン文字転写のように本来起こるはずの促音化を反映させず、元の形のままで定冠詞を表記したサラーフ・アル＝ディーンというつづりも用いられることがある。（ただしサラーフ・アル＝ディーンのようにアッ＝ディーンではなくアル＝ディーンと読むことはアラビア語では誤りとなる。）
アラビア語は定冠詞は1語と数えないため、サラーフ、アル、ディーンの3語に分解されるのではなく、サラーフとアル＋ディーンの2語に分け間にスペースを1つ入れる扱いとなる。そのため分かち書きをする場合はサラーフ・アッ・ディーンやサラーフ・アル・ディーンではなく、サラーフ・アッ＝ディーンとなる。
なお英語発音のSaladin（sǽlədin, サラディン）はサラーハに近く聞こえるサラーフ（Ṣalāḥ）の語末「āḥ」に含まれる咽頭摩擦音「ح（ḥ）」部分が英単語の「ah（アー）」のように読まれた上に言語に含まれていた長母音部分がいずれも短母音化しサラーフッディーン→サラーッディーン→サラディンとなったものである。

## その他
シリアで流通している200シリア・ポンド紙幣には、1993年がサラーフッディーンの没後800年に当たることを記念してダマスカス市内に建てられたサラーフッディーンの騎馬像が描かれている。

## 映像作品

### 映画
- キングダム・オブ・ヘブン（サラディンは有能で寛大な人物と描かれている）

### テレビドラマ
『صلاح الدين الأيوبي（サラーフッディーン・アル＝アイユービー）』
2001年、シリア制作のラマダーン向け連続ドラマ。全30話。誕生前そして幼少期から聖地解放までを描く。宰相アル＝カーディー・アル＝ファーディルの執務室でサラーフッディーンが自らの思い出を語るという回想シーンをはさみながら物語が進められる形式。
アル＝カーディー・アル＝ファーディル役は映画『キングダム・オブ・ヘブン』でサラディン（サラーフッディーン）、الظاهر بيبرس（アッ＝ザーヒル・バイバルス、2005年放映、シリア制作）で後代の人物でアイユーブ朝第7代スルターン ナジュムッディーン・アイユーブ（アル＝マリク・アッ＝サーリフ）を演じたシリア人俳優 غَسَّان مَسْعُود（Ghassan Massoud, ガッサーン・マスウード）。異なる作品でサラーフッディーン（サラディン）、彼の宰相、後代のスルターンアッ＝サーリフという3人のアイユーブ朝関係者を演じたこととなった。